# Nasib al-Bakri
Mohamed Nasib al-Bakri (1888-1966), homme politique syrien, diplomate et chef de file nationaliste dans la première moitié du XXe siècle. de l'organisation al-Fatat, puis le Parti du Peuple.

## Ses débuts
Nasib est né à Damas en 1888, 2e fils d'une famille de cinq garçon. Son père, Ata al-Bakri est un personnage influent de la municipalité de Damas et du district entre 1890 et 1914.

## Rôle dans l'organisation Al Fatat
Jusqu'à la fin 1919, aucune décision de Faysal ne peut quasiment être prise sans l'accord d'al-Fatât. Ce groupe est l'un des partis extra-gouvernementaux qui défendent avec force le nationalisme et soutiennent, tout en critiquant parfois Faysal.
C'est sans doute le groupe le plus influent, constitué en société clandestine et qui a reconstitué son leadership après la chute de Damas. Il inclut des chérifiens tels l'irakien Yâsîn al-Hâchimî et le gouverneur militaire de Damas ‘Alî Ridâ al-Rikâbî, de même que de jeunes civils membres de l'organisation dès ses débuts, tels Nasîb al-Bakr, Jamîl Mardam, Ahmad Qadrî et Chukrî al-Quwatlî.

## Rôle dans la Grande Révolte Syrienne
L'été 1925 voit le début de la Grande Révolte Syrienne, lancée par Sultan el-Atrach dans le Djebel druze, dans le sud de la Syrie. Après la destruction d'une  colonne militaire française à la bataille d'al-Kafr par les hommes du Sultan. Bakri fait partie des trois bandes armées qui le 18 octobre qui entrent dans Damas et occupent le palais Azem. S'ensuit un bombardement d'envergure de la part des français qui cause qui détruit une partie du souk et fait de nombreuses victimes. Chassés de Damas, les rebelles retrouvent la Ghouta pour terrain d'action, organisant régulièrement des raids sur les faubourgs. Le mouvement s'étend jusqu'au Liban avec la prise de Hâsbayâ et du Mont-Hermon en novembre. Le bombardement, condamné internationalement, entraîne la chute de Sarrai et la démission de Soubhi Bey Barakat. 

## Politicien pendant l'occupation française

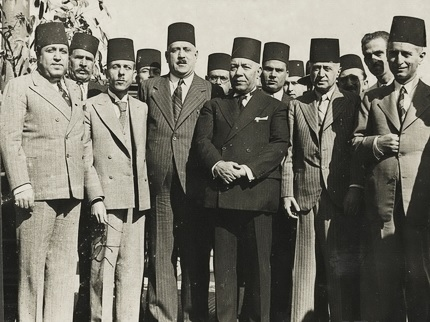
Al-Bakri (troisième à partir de la gauche au premier rang) avec des notables des pays Arabes au Caire, 1930. À sa droite, le journaliste palestinien Mohamed Ali Eltaher et à sa gauche le diplomate égyptien Muhammad Ali Alluba

La révolte est matée en juin 1927. Al-Bakri fut condamnée à mort par contumace par le tribunal militaire français. Il s'enfuit alors à Amman en Transbordante. 
Al-Bakri et Hashim al-Atassi fondèrent le parti politique le Bloc National. Ils cherchaient alors à mettre fin à la domination des Français par tous les moyens y compris diplomatiques. Il participa à l'Assemblée Constitutionnelle de 1928, aidant à rédiger un projet de constitution pour la république Syrienne. Al-Atassi le nommé vice-président du Bloc National en 1930. Al-Bakri y mene une activité politique importante en tant que représentant de Damas pour le Bloc National élu en 1932 à une courte majorité.
Il continuera à remporter les élections pour son siège de député en 1936, 1943 et 1947. Quand al-Atassi est devenu président en 1936, al-Bakri fut nommé chef de file du Bloc National. L'année suivante, il fut nommé par al-Atassi pour servir en tant que Gouverneur de la région de Jabal al-Arab. En 1938, il rejoint le parti rival du Parti du Peuple, dirigé par son ancien collègue al-Shahbandar. Pendant le court laps de temps du gouvernement de Lutfi al-Haffar, en 1939, al-Bakri est ministre de la justice. Puis dans le gouvernement du premier ministre Khalid al-Azm, il est ministre de l'économie nationale et ministre de l'agriculture.

## Carrière après l'indépendance
Après l'indépendance de la Syrie, en 1946, al-Bakri rejoint le Parti du Peuple pro-occidental et nationaliste arabe. Le président al-Atassi lui confie le rôle d'ambassadeur de l'Arabie Saoudite qu'il refuse car il s'opposait idéologiquemende à ce gouvernement. Il se voit alors confier une mission diplomatique en  Jordanie, gouvernée par les Hashemites. Après l'arrivée au pouvoir d'Adib al-Shishakli, en 1953, al-Bakri, démissionna. et remplaça d'al-Shishakli qui démissionne en 1954 de la présidence du Parti du Peuple.

## Appartenance maçonnique
Il a été initié en avril 1922 à la loge "La Sagesse" à l'Orient de Beyrouth sous juridiction de la Grande Loge de France. Le 18 novembre 1922, au bout de six mois, il devient le même jour et compagnon et Maître à la fois. En 1923, il est l'un des fondateurs de la loge « Kayssoun » à l'Orient de Damas et devient son Deuxième Expert. En 1933, il quitte cette loge pour rejoindre la loge « Al Fajr » à l'Orient de Damas pour devenir son Vénérable Maître. En 1938, il rejoint l'obédience indépendante « La Grande Loge de Syrie ». Il sera un Haut Dignitaire, Grand Secrétaire et Vénérable.